# Roman Abramowski
Roman Romanowycz Abramowski, ukr. Роман Романович Абрамовський (ur. 5 października 1973 w Komsomolsku nad Amurem) – ukraiński menedżer i urzędnik państwowy, od 2020 do 2021 minister ochrony środowiska i zasobów naturalnych.

## Życiorys
Urodził się w rodzinie wojskowego. W 2006 ukończył Narodową Akademię Spraw Wewnętrznych w Kijowie. Od pierwszej połowy lat 90. pracował w różnych przedsiębiorstwach, zajmował stanowiska dyrektorskie i menedżerskie. W latach 2013–2014 był asystentem jednego z posłów do Rady Najwyższej. Od lutego do października 2015 pełnił funkcję wiceministra rozwoju regionalnego. W październiku 2019 został wiceministrem energetyki i ochrony środowiska. W czerwcu 2020 powołany na ministra ochrony środowiska i zasobów naturalnych w gabinecie Denysa Szmyhala. Został odwołany z rządu w listopadzie 2021.